# Maryam d'Abo
Maryam d'Abo (Londres, 27 de diciembre de 1960) es una actriz británica de cine y televisión, conocida por ser la chica Bond de la película de 1987 The Living Daylights.

## Comienzos
Maryam nació en Londres, de madre georgiana y padre neerlandés y creció en París y Ginebra. Decidió que sería actriz a los 11 años y estudió en el Centro Dramático de Londres mientras actuaba en publicidad.

## Carrera artística
En 1983, d'Abo debutó en la película de ciencia ficción y terror Xtro, en el papel de Analise Mercier, una niñera francesa que se convierte en incubadora humana de un extraterrestre.
En 1985, hizo una breve aparición, como novia francesa en White Nights.
En 1987, protagonizó The Living Daylights (007: Alta tensión) como Kara Milovy, una dulce y vulnerable violonchelista checa que se enamora de James Bond. Unido a esto, apareció en un especial de la revista Playboy centrado en las chicas Bond en septiembre de 1987, si bien luego declaró a la revista People sentirse arrepentida de ese posado.
En 1988, dio vida a Ta'Ra, una oficial médica en la miniserie de ciencia ficción para TV Something is Out There.
En 1992, interpretó a una artista pretenciosa en la comedia británica Leon the Pig Farmer, que fue bien recibida en los festivales de cine de Venecia, Londres y Palm Springs. En 1994 apareció en The Browning Version, dirigida por Mike Figgis.
Desde entonces ha interpretado diversos papeles en varias películas de bajo presupuesto que se comercializan directamente en vídeo, de acción, miedo y fantasía como Tomcat: Dangerous Desires (1992) y series de televisión como Tales from the Crypt, Red Shoe Diaries (1992) o Murder, She Wrote (1992).
Volvió a actuar para su director como chica Bond, John Glen para un papel en la serie de televisión Space Precinct y para la película The Point Men (2001). Glen afirmó que si había contado con ella en tres ocasiones es porque se trata de una de sus actrices favoritas. Interpretó a la madre de Lara (Keira Knightley) en la miniserie de 2002 para televisión Doctor Zhivago, y fue la reina Hécuba en la miniserie Helena de Troya (2003). En 2005, tuvo un pequeño papel en la película francesa L’Enfer.
En 2002, d'Abo colaboró en el libro Bond Girls Are Forever, un tributo a las actrices que han sido Chicas Bond, a partir del cual se hizo un documental en el que también participó junto con otras chicas Bond, como Ursula Andress.
En 2007, fue intervenida quirúrgicamente tras un derrame cerebral, del que se recuperó, pero que la llevó a relacionarse con otras personas que habían pasado por un trance similar y a partir de lo cual trabajó en 2009 en un documental sobre el tema.

## Vida personal
Es prima de la actriz Olivia d'Abo. Además es nieta del general georgiano anticomunista Giorgi Kvinitadze.
En noviembre de 2003 se casó con Hugh Hudson, director de cine británico de películas como Carros de fuego, Greystoke, la leyenda de Tarzán, el rey de los monos o Revolution.

## Filmografía (Selección)

### Películas
| Año  | Título                           | Título original                        | Personaje       | Notas                        |
| ---- | -------------------------------- | -------------------------------------- | --------------- | ---------------------------- |
| 1982 | Xtro                             | Xtro                                   | Analise Mercier | Fue su debut                 |
| 1987 | 007: Alta tensión                | The Living Daylights                   | Kara Milovy     | Saltó a la fama con el papel |
| 1991 | Besos en la oscuridad            | Immortal Sins                          | Susan           |                              |
| 1992 | Leon                             | Leon the Pig Farmer                    | Madeleine       |                              |
| 1993 | Atracción asesina                | Tomcat: Dangerous Desires              | Jacki           |                              |
| 1994 | Solitario para 2                 | Solitaire for 2                        | Caroline        |                              |
| 1998 | Cambio de rumbo                  | The Sea Change                         | Alison          |                              |
| 2001 | En el punto de mira              | Point Men                              | Francie Koln    |                              |
| 2006 | El príncipe y yo 2: la boda real | The Prince and Me 2: The Royal Wedding | Reina Rosalind  |                              |
| 2009 | El retrato de Dorian Gray        | Dorian Gray                            | Ben Barnes      |                              |
| 2016 | Altamira                         | Altamira                               | Elena           |                              |

### Series
| Año  | Título                 | Título original        | Personaje      | Notas                         |
| ---- | ---------------------- | ---------------------- | -------------- | ----------------------------- |
| 1988 | Alien Destroyer        | Something Is Out There | Ta'Ra          | 10 episodios; papel principal |
| 2002 | Doctor Zhivago (2002)  | Doctor Zhivago         | Amalia Guishar | Miniserie                     |
| 2003 | Helena de Troya (2003) | Helen of Troy          | Reina Hecuba   | Miniserie                     |